# Mad Pride
Mad Pride (в переводе с англ. — «гордость безумцев/сумасшедших») — массовое движение клиентов или бывших клиентов служб психиатрической помощи, людей с психическими расстройствами и других. Название движения объясняется гордостью своей «безумной» идентичностью. Движение было создано в 1993 году в ответ на предрассудки местного сообщества по отношению к людям с психиатрической историей, проживающим в пансионатах в районе Паркдейл в Торонто, Онтарио, Канада, и с тех пор в городе ежегодно проводится одноимённое мероприятие, за исключением 1996 года. Аналогичное движение появилось примерно в то же время в Великобритании. К концу 1990-х подобные мероприятия были организованы под именем Mad Pride по всему миру, включая Австралию, Ирландию, Португалию, Бразилию, Мадагаскар, ЮАР и США. По данным MindFreedom International, организации по защите лиц, получивших ярлык психически больных, в Соединённых Штатах, которая продвигает и отслеживает события, порождённые движением, мероприятия Mad Pride привлекают тысячи участников.
Активисты Mad Pride выступают против злоупотребления в массовой культуре такими словами, как «сумасшедший» и «псих», и пытаются избавить их от стигматизирующего значения. Посредством ряда кампаний в средствах массовой информации Mad Pride стремится изменить мнение широкой общественности в отношении таких тем, как причины психических расстройств, опыт тех, кто являлся клиентом системы психического здравоохранения, и глобальная пандемия самоубийств. Одним из основателей Mad Pride в Великобритании являлся Пит Шонесси, который позже погиб от самоубийства. Среди других основателей движения были Марк Робертс, Роберт Деллар (умер в 2016 году) и Саймон Барнет. В книге Mad Pride: A celebration of mad culture records[чьей?] описывается начало движения Mad Pride. On Our Own: Patient-Controlled Alternatives to the Mental Health System, опубликованный в 1978 году Джуди Чемберлин, представляет собой основополагающий текст Mad Pride, хотя и вышедший из печати до возникновения движения.
Первое известное мероприятие, специально организованное людьми, которые идентифицировали себя как «выживших» или бывших психиатрических пациентов, было проведено 18 сентября 1993 года и называлось «День гордости психиатрических выживших» (Psychiatric Survivor Pride Day).

## Mad Studies
Проект Mad studies («сумасшедшие исследования») появился на основе Mad Pride и сосредоточен на развитии научного мышления в отношении понятия «психического здоровья» учёными, которые идентифицируют себя в качестве носителей психических отклонений. Как отмечалось в книге Mad matters: a critical reader in Canadian mad studies[чьей?] (2013), «Mad Studies можно определить в общих чертах как проект исследования, производства знаний и политических действий, посвящённых критике и трансцендентности психоцентричных способов мышления, поведения, отношений и бытия». Книга Mad Matters («безумные вопросы») предлагает критическое обсуждение психического здоровья и безумия через демонстрацию борьбы, угнетения, сопротивления, свободы действий и перспективы людей с психическими особенностями, чтобы бросить вызов доминирующему пониманию «психического заболевания». «Mad Studies — это растущая, развивающаяся, многоголосая и междисциплинарная сфера деятельности, теории, практики и науки».

## История
Движение Mad Pride было создано одновременно с выпуском одноимённой книги Mad Pride: A celebration of mad culture, опубликованной в 2000 году. 11 мая 2008 года Габриэль Глейзер упомянула о движении Mad Pride в материале от издания The New York Times. Глейзер заявила: «Эти самоадвокаты гордо называют себя безумными; они говорят, что их обстоятельства не мешают им вести продуктивную жизнь».

### Предыстория
Элизабет Паккард (1816—1897) была сочтена душевнобольной своим мужем, поскольку она не соглашалась с его консервативными политическими взглядами. В то время в Иллинойсе недобровольная госпитализация в психиатрическую больницу не требовала судебного решения, если муж женщины, подвергавшейся госпитализации, соглашался с её помещением в стационар. Из-за этого Паккард поместили в закрытое институциональное учреждение, хотя она считала себя вменяемой. В дальнейшей жизни Паккард была заклеймлена как «сумасшедшая», что являлось формой социального неодобрения. Тем не менее она чувствовала солидарность с людьми с психическими отклонениями из-за своего опыта пребывания в психиатрическом учреждении. Хотя она не идентифицировала себя как носителя психических особенностей при занятии активизмом, именно здесь можно наблюдать ранние формы самоадвокации бывших пациентов.

## Субкультура и мероприятия
Движение Mad Pride породило повторяющиеся культурные мероприятия в Торонто, Лондоне, Дублине и других городах по всему миру. Эти события часто включают в себя музыку, чтения стихов, показы фильмов и уличные акции, такие как Bed Push, которые направлены на повышение осведомлённости о плохом уровне выбора лечения и широком применении силы в психиатрических больницах. В прошедших мероприятиях участвовали в том числе британский журналист Джонатан Фридленд и популярная романистка Клэр Аллан.

### Bed Push
«Bed Push» — это метод активизма, который используется многими «самоадвокатами» и пропагандируется как метод повышения осведомлённости о проблемах психиатрической помощи. Активисты катят каталку[уточнить] по общественным местам, чтобы спровоцировать дискуссию о психиатрической помощи. На веб-сайте MindFreedom даются рекомендации по проведению успешного Bed Push, призывающие участников хранить спокойствие, а также привлекать к себе внимание, дуя в рожки, проигрывая музыку и слегка нарушая движение прохожих. Часто пациенты, получающие «психиатрическую помощь», ощущают себя безмолвными и беспомощными. Публично демонстрировать стойкость перед лицом этого — один из методов восстановления достоинства.
Неделя Mad Pride в Торонто объявлена таковой самим городом. Мероприятие «Bed Push» проходит обычно 14 июля в Торонто на улице Куин-стрит-Уэст, «чтобы повысить осведомлённость общественности об использовании силы и отсутствии выбора для людей, попавших в ловушку системы психического здоровья Онтарио». На этой неделе официально проводится «Toronto Mad Pride»[уточнить], который является партнёром ряда психиатрических учреждений города. Некоторые «самоадвокаты» настаивали на том, чтобы район Паркдейл в Торонто был переименован в «MAD!» Village — это позволит вызывать гордость благодаря долгой истории борьбы окружающих общин[уточнить] с психиатрической службой.

### Экскурсии к стенам психиатрической больницы
Экскурсии к стенам психиатрической больницы проводятся в Торонто (штат Онтарио) в центре CAMH на Куин-стрит-Уэст. Экскурсантам показывают построенные пациентами в XIX веке стены, которые расположены в настоящее время в CAMH (Centre for Addiction and Mental Health; Центр наркологии и психического здоровья). Цель этих туров — рассказать о жизни пациентов, построивших стены, и привлечь внимание экскурсантов к суровым реалиям психиатрии. Джеффри Реом и Хайнц Кляйн впервые пришли к идее пешеходных туров в рамках мероприятия Mad Pride в 2000 году. Первый тур к стенам состоялся в день, ныне известный как День безумной гордости: 14 июля 2000 года; число посетителей при этом составляло около пятидесяти человек. Реом ведёт только туры[уточнить], и периодичность их увеличилась от ежегодных мероприятий для Mad Pride до нескольких раз на протяжении года во все не зимние месяцы.